# 豊平神社
豊平神社（とよひらじんじゃ）は、北海道札幌市豊平区豊平4条13丁目1番18号にある神社である。旧社格は郷社。

## 祭神
上毛野田道命（かみつけのたみちのみこと）
主祭神。阿部仁太郎が故郷・青森の猿賀神社の神を入植先の当地でも祭ったもの。
大山祇神（おおやまつみのかみ）
山の神。入植当時は一帯が森林で、毎年多くの木材を切り出していたことから祭られた。
倉稲魂命（うがのみたまのみこと）
実りの神。田畑を開墾するにあたって祭られた。

## 歴史
- 1871年（明治4年） – 阿部仁太郎が上毛野田道命の祠を建てる[1]。
- 1884年（明治17年） – 社殿を新築[1]。
- 1889年（明治22年） – 公認神社となる[1]。
- 1919年（大正8年）1月 – 村社となる[1]。
- 1943年（昭和18年） – 郷社となる[1]。

## 石碑
阿部仁太郎之碑
1899年（明治32年）7月3日建立。豊平区に現存する最古の碑といわれる。
満州戦没記念碑
1906年（明治39年）建立。日露戦争で犠牲となった豊平村出身者の慰霊のための碑。
連合用水「穿渠有功者姓名」碑
1914年（大正5年）9月1日建立。社務所の中庭に所在。豊平・平岸村・上白石村・白石村の四カ村連合用水の開設功労者を顕彰する碑。
「聯合用水開渠四十周年記念国富在農」碑
1933年（昭和8年）9月1日建立。社務所の中庭に所在。題書は当時の札幌市長・橋本正治。
「札幌市豊平聯合用水組合創立五十年記念」碑
1943年（昭和18年）9月1日建立。
針供養の歌碑
1951年（昭和26年）12月建立。
連合用水組合「六十周年記念功労者」碑
1953年（昭和28年）9月1日建立。社務所の中庭に所在。

## ギャラリー

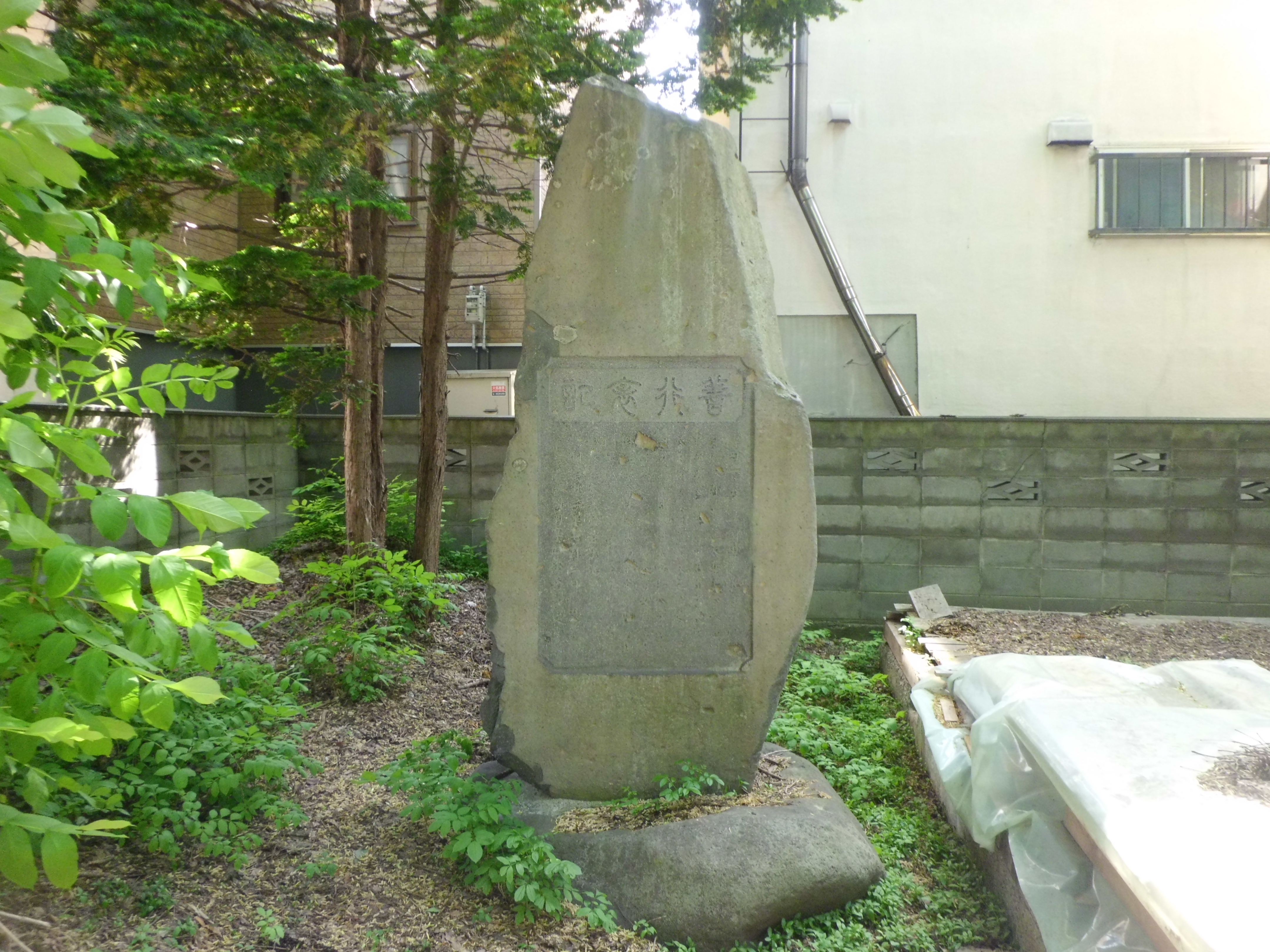
阿部仁太郎之碑
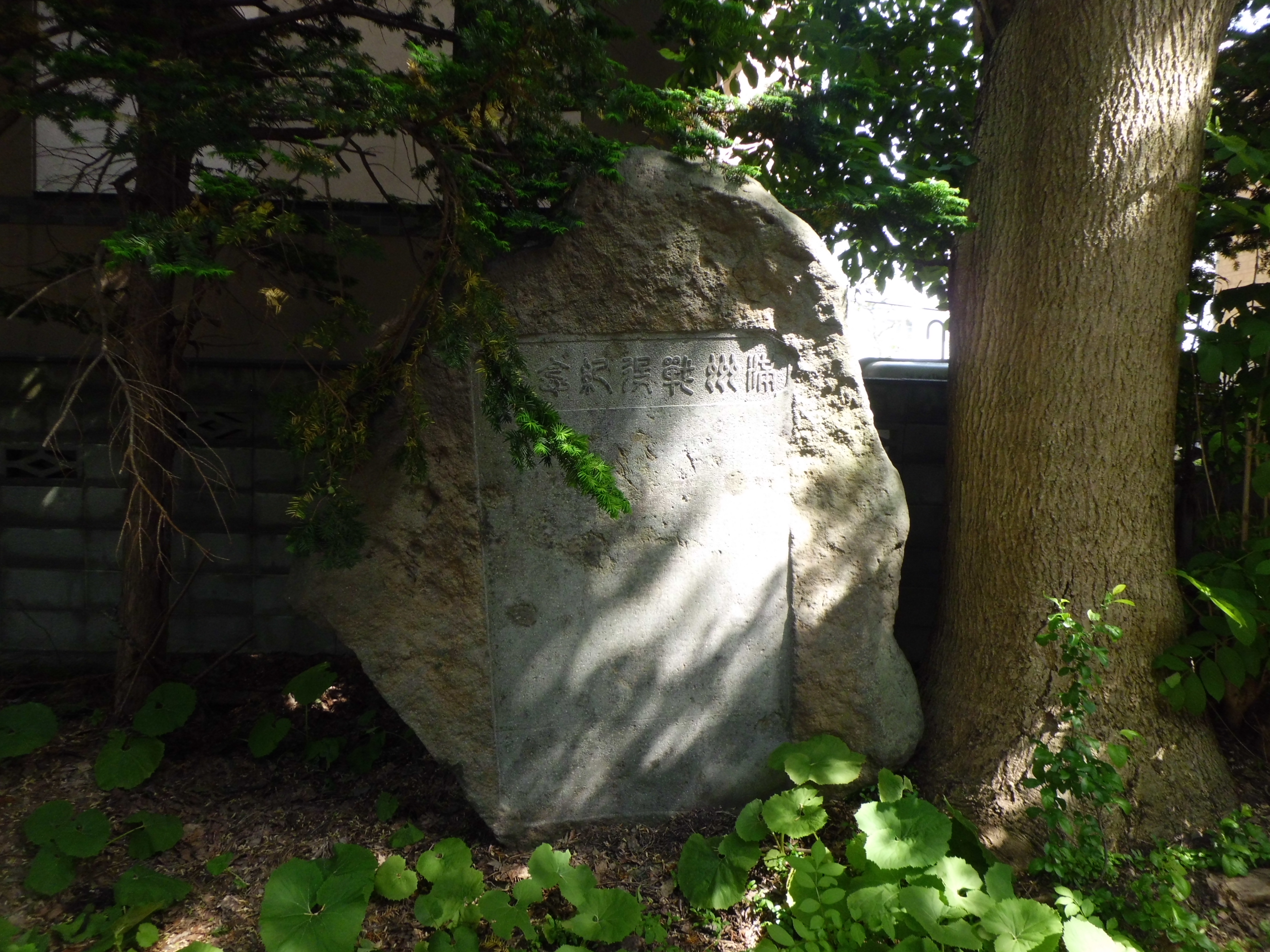
満州戦没記念碑
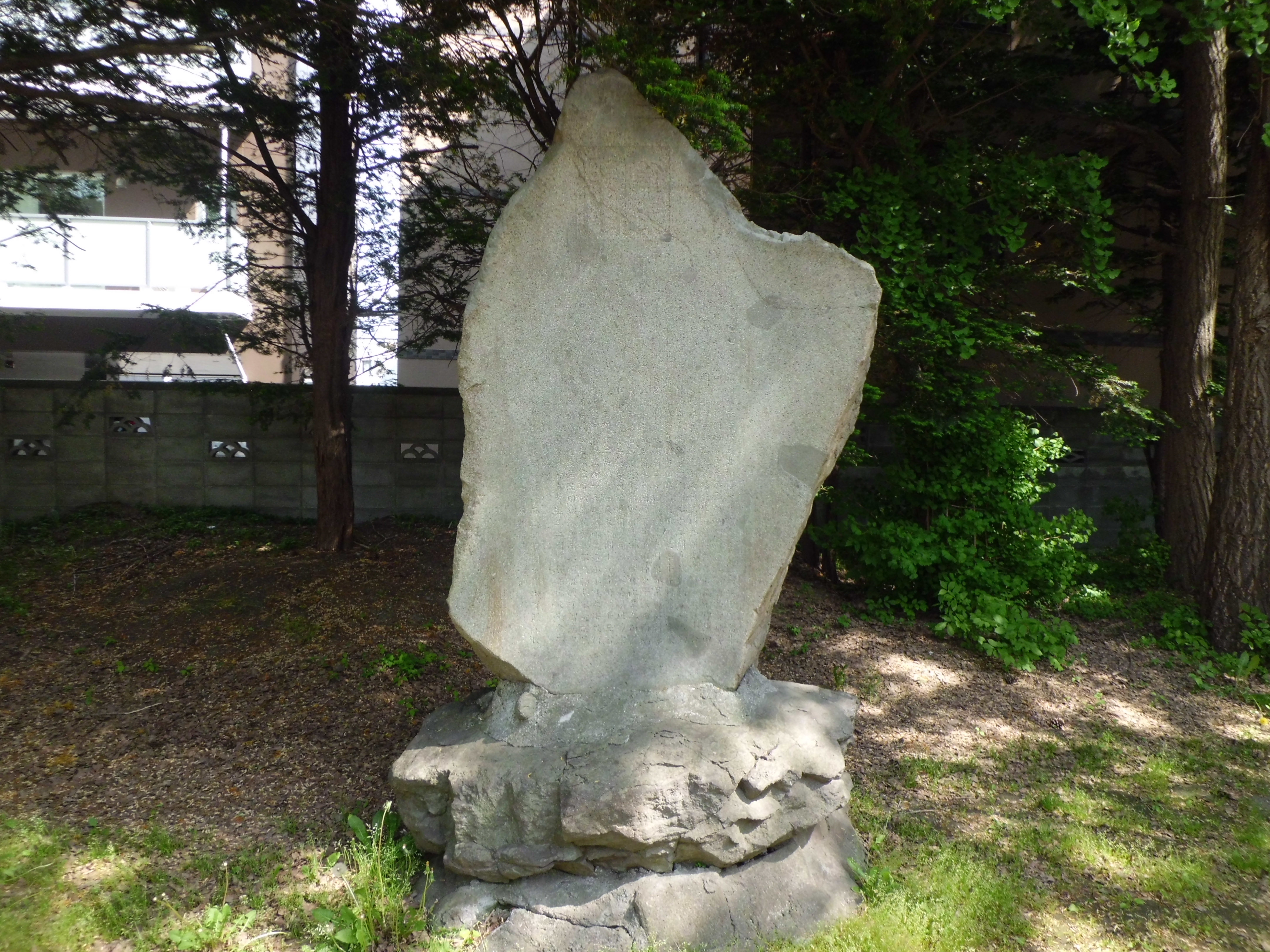
「札幌市豊平聯合用水組合創立五十年記念」碑
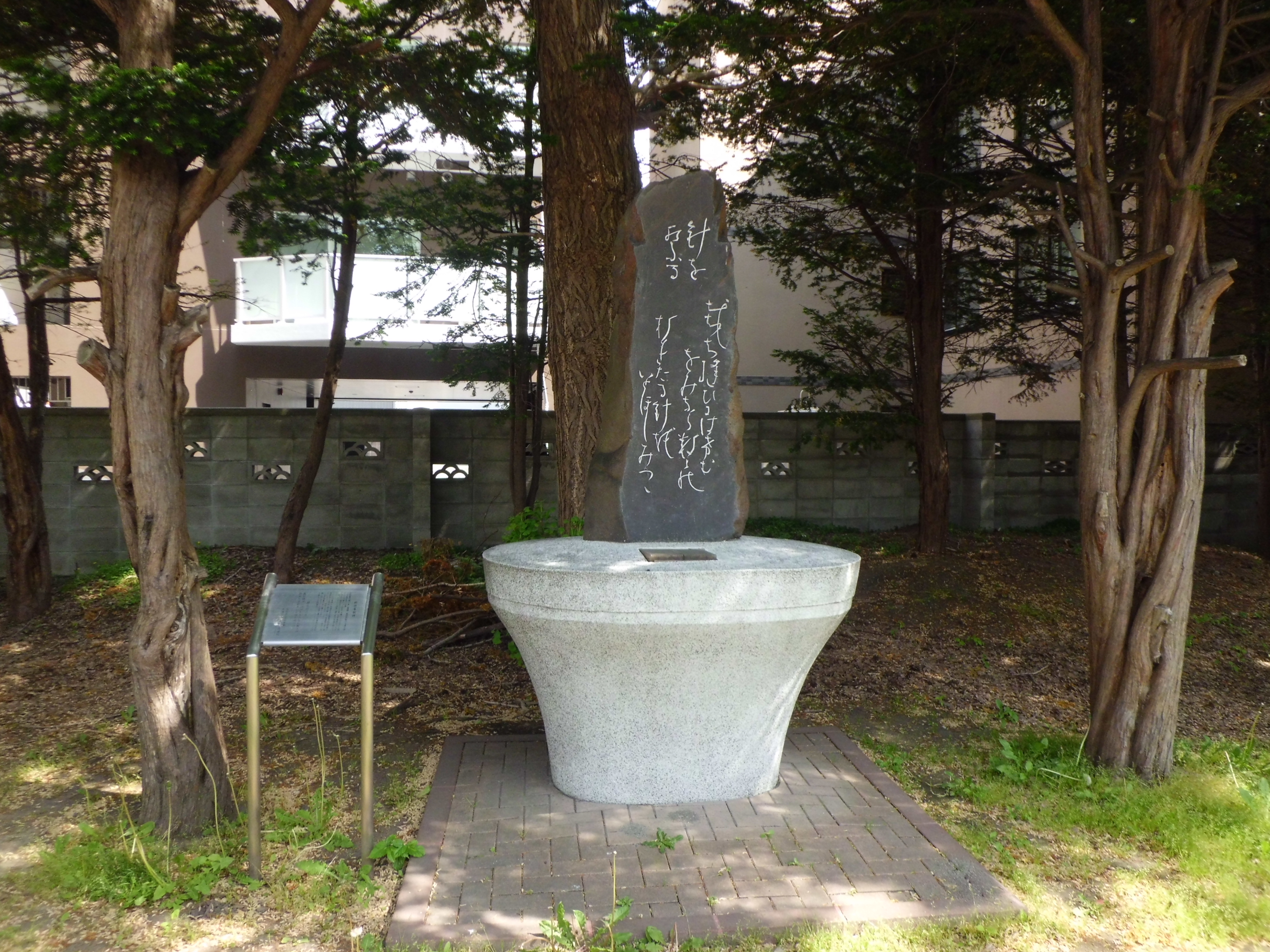
針供養の歌碑
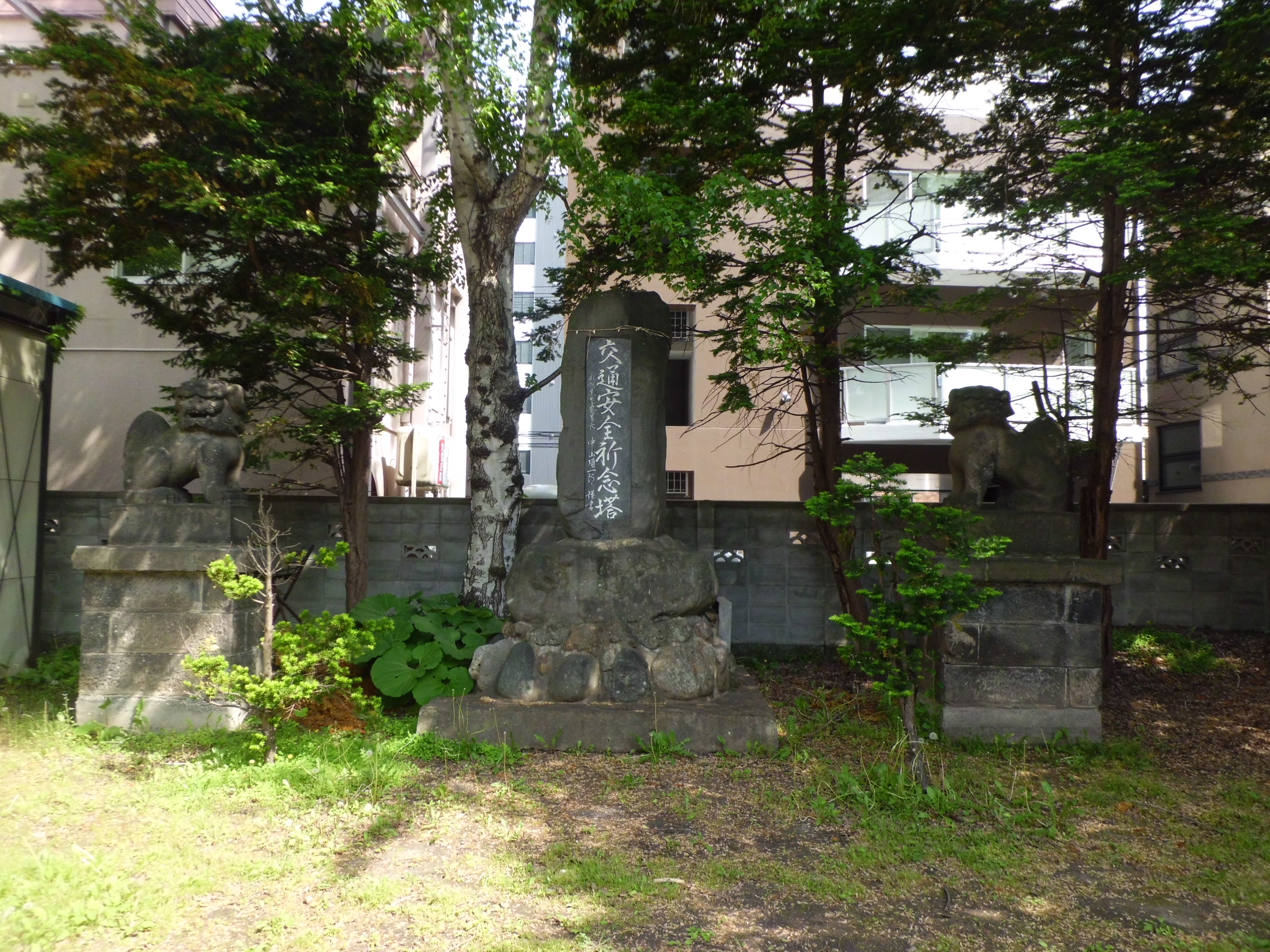
交通安全祈念塔